# Organ des öffentlichen Sicherheitsdienstes
Als Organ des öffentlichen Sicherheitsdienstes werden in Österreich jene Organe der Sicherheitsbehörden bezeichnet, die zur Ausübung von Zwangsgewalt und insbesondere zum Waffengebrauch befugt sind. Gemäß § 5 Abs. 2 SPG sind darunter folgende Amtsträger als derartige Organe zu verstehen:
- Angehörige des Wachkörpers Bundespolizei
- Angehörige der Gemeindewachkörper
- Angehörige des rechtskundigen Dienstes bei den Sicherheitsbehörden, wenn dieses Organ zur Ausübung unmittelbarer Befehls- und Zwangsgewalt ermächtigt ist (Polizeijuristen).
- sonstige Angehörige der Landespolizeidirektionen und des Bundesministeriums für Inneres, wenn diese Organe die Grundausbildung für den Exekutivdienst (Polizeigrundausbildung)  absolviert haben und zur Ausübung unmittelbarer Befehls- und Zwangsgewalt ermächtigt sind.[1] Dazu gehören beispielsweise Polizisten, die vom Exekutivdienstschema in das Schema der allgemeinen Verwaltung wechseln.

Die Organe des öffentlichen Sicherheitsdienstes versehen für die Sicherheitsbehörden den Exekutivdienst. Unter Exekutivdienst ist der Streifen- und Überwachungsdienst, die Ausübung der ersten allgemeinen Hilfeleistungspflicht, die Gefahrenabwehr sowie der Ermittlungs- und Erkennungsdienst zu verstehen. Als Angehörige des Wachkörpers Bundespolizei gelten gemäß § 5 Abs. 6 SPG „die Bediensteten der Besoldungsgruppen Exekutivdienst und Wachebeamte sowie alle in vertraglicher Verwendung stehenden Exekutivbediensteten, unbeschadet der Zugehörigkeit zu einer bestimmten Dienststelle“.
Daraus ergibt sich, dass Angehörige anderer Wach- und Exekutivkörper wie Justizwache und Bundesheer keine Organe des öffentlichen Sicherheitsdienstes sind. Dies trifft auch auf Exekutivassistenten zu.